# بورنس
بورنس (بالإنجليزية: Burns)‏ هو دي جيه وملحن بريطاني، ولد في 31 أكتوبر 1985 في Stafford ‏ في المملكة المتحدة.

## وصلات خارجية
- الموقع الرسمي
- بورنس على موقع ميوزك برينز (الإنجليزية)
- بورنس على موقع أول ميوزيك (الإنجليزية)
- بورنس على موقع ديسكوغز (الإنجليزية)